# Karen Nybergová
Karen Lujean Nybergová (* 7. října 1969 Parkers Prairie, Minnesota, USA), původně inženýrka NASA, je od července 2000 astronautkou NASA. Do vesmíru se dostala na dva týdny jako členka posádky raketoplánu Discovery při letu STS-124 na Mezinárodní vesmírnou stanici (ISS) v červnu 2008. Dne 28. května 2013 započala svůj druhý kosmický let, tentokrát půlroční pobyt na ISS v rámci Expedice 36/37. Zpátky na Zem se vrátila 11. listopadu 2013.

## Mládí, inženýrka
Karen Nybergová se narodila v Parkers Prairie, minnesotském městečku s méně než 1000 obyvateli, vyrůstala v nedalekém Viningu (68 obyvatel roku 2000). Po střední škole studovala strojírenství na Severodakotské univerzitě (University of North Dakota), kde roku 1994 získala titul bakaláře, magistrem strojírenství se stala roku 1996 na Texaské univerzitě v Austinu (University of Texas at Austin, postgraduální studium zde zakončila roku 1998. V diplomové práci rozebírala termoregulaci člověka se zřetelem na zabezpečení žádoucího prostředí ve skafandrech. V souvislosti s výzkumem absolvovala několik stáží v Johnsonovu vesmírném středisku.
Od roku 1998 v Johnsonovu vesmírném středisku v Houstonu pracovala a i nadále se zabývala konstrukcí systému termoregulace ve skafandrech, ventilací v modulu TransHab, systémů životního zabezpečení raketoplánu X-38 a systémů kontroly teplot u marsovských sond.

## Astronautka

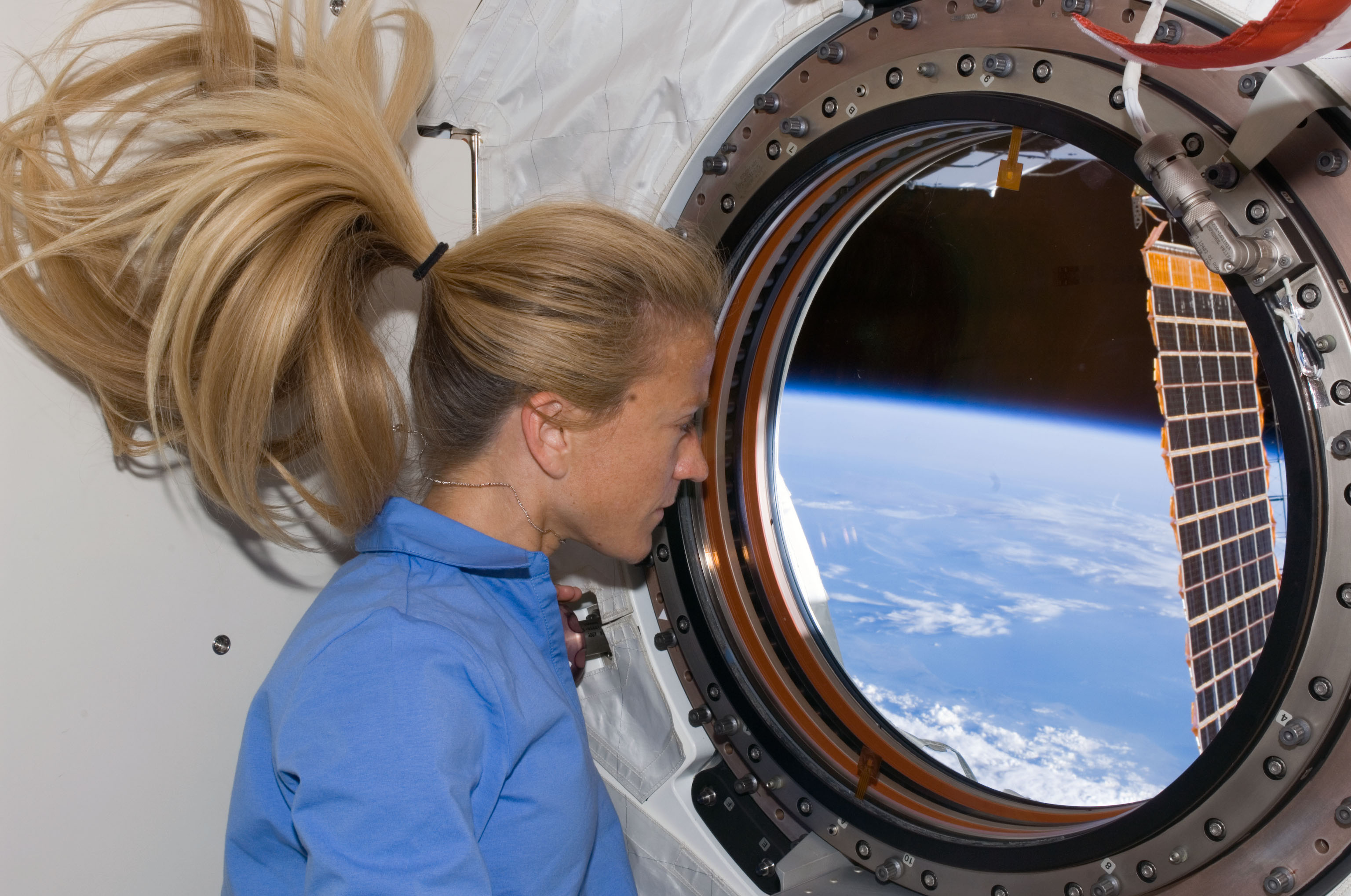
Karen Nybergová vyhlíží oknem modulu Kibó, právě přivezeného misí STS-124 na ISS, 10. června 2008

Přihlásila se k 18. náboru astronautů NASA, prošla všemi koly výběru a 26. července 2000 byla zařazena mezi americké astronauty. V základním kosmonautickém výcviku získala kvalifikaci „letový specialista“ raketoplánu.
V březnu 2007 NASA zveřejnila její jmenování do posádky letu STS-124 tehdy plánovaného na únor 2008. Do vesmíru odstartovala 31. května 2008 na palubě raketoplánu Discovery. Cílem mise bylo vynesení a montáž japonského modulu Kibó a doprava zásob a vybavení na Mezinárodní vesmírnou stanici (ISS). Let trval 13 dní 18 hodin 13 minut.
V prosinci 2010 byla zařazena do posádky Expedic 36 a 37 na ISS s plánovaným startem v květnu 2013, posádka je současně záložní pro Expedici 34/35 startující v listopadu 2012. Jmenování oficiálně potvrdila NASA v únoru 2011.
Do vesmíru odstartovala podruhé 28. května 2013 jako palubní inženýrka Sojuzu TMA-09M s Fjodoren Jurčichinen a Lucou Parmitano, po šestihodinovém letu se připojili k posádce ISS. Na stanici pracovala ve funkci palubní inženýrky. Na Zem se trojice Jurčichin, Parmitano, Nybergová vrátila v Sojuzu TMA-09M 11. listopadu 2013. Jejich kosmický let trval 166 dní, 6 hodin a 18 minut.
Karen Nybergová je od léta 2009 vdaná za astronauta Douglase Hurleyho. Má jedno dítě.